# Jean-Nicolas Perlot
Jean-Nicolas Perlot (Herbeumont, 6 december 1823 – Aarlen, 16 januari 1900) was een goudzoeker in Californië en makelaar in immobiliën in Portland.

## Levensloop

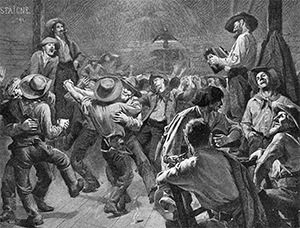
Dans van goudzoekers in Californië

Perlot groeide op in het groothertogdom Luxemburg tijdens het bewind van Willem I. Na de dood van zijn vader in 1844 trok Perlot in 1845 naar Parijs. Hij ondernam enkele zaken, die goed draaiden totdat de Februarirevolutie van 1848 uitbrak. Perlot hoorde in Parijs van de Californische goldrush. In 1850 scheept Perlot in in Le Havre, tezamen met vrienden uit Wallonië. Ze kwamen aan in Monterey en hij trok op zijn eentje doorheen Californië. Perlot leefde en werkte als een goudzoeker. Van 1851 tot 1857 had hij een hard leven omdat hij veelal op zichzelf aangewezen was. Hij vond goud doch in beperkte mate.
In 1857 verhuisde hij naar de staat Oregon om daar goud te zoeken. Hij combineerde de job van goudzoeker met die van houthakker en groentenkweker. Hij verkocht zijn goud redelijk goed en kocht hiermee progressief terreinen aan in Portland en omgeving. Daarnaast was hij actief als landmeter, tuinarchitect en makelaar in immobiliën. Perlot wierf meerdere personeelsleden aan. Van 1867-1868 kon hij zijn familie in België bezoeken; hij huwde met Victorine Gaupin die afkomstig was uit Belgisch Luxemburg. Zij reisden in 1868 naar Perlots woning in Portland. De gronden die Perlot bezat in Portland, namen aanzienlijk toe in waarde. Hij verkocht ze een na één, met aanzienlijke winsten. In 1872 verkocht hij zijn laatste terrein.
Het koppel reisde naar Antwerpen en vestigde zich in 1872 in Aarlen. Hij werd er gemeenteraadslid en, op aandringen van zijn vrienden, schreef hij een autobiografie. De titel was Vie et Aventures d’un enfant de l’Ardenne. Het relaas van Perlots avonturen werd overgenomen in andere boeken. Perlot beschreef nauwgezet het leven van goudzoekers, gevechten met indianen en het leven van andere Belgen in de Verenigde Staten. Hij stierf in 1900 in Aarlen.

## Werken
- Vie et Aventures d’un enfant de l’Ardenne (1897), autobiografie

- International Standard Name Identifier: 0000 0000 8267 4981
- Library of Congress Control Number: n84012033
- Nationale Bibliotheek van Israël: 987007354306005171
- Nederlandse Thesaurus van Auteursnamen: 071973419
- Système universitaire de documentation: 254377440
- Virtual International Authority File: 75243506
- WorldCat: E39PBJfmt9thB4r3GPwcdd6h73